# Avigdor Lieberman
Avigdor Lieberman (hebraisk: אביגדור ליברמן) (født 5. juli 1958   i Chișinău, Moldoviske SSR) er en sovjetiskfødt israelsk politiker, der er medlem af Knesset. I perioden 2009-2012 og 2013-2015 var han Israels udenrigsminister, og 2016-2018 var han landets forsvarsminister. Han er desuden stifter og formand for det højreorienterede parti Yisrael Beytenu.
Lieberman emigrerede til Israel som 21-årig i 1978 og gjorde tjeneste i den israelske hær, hvorefter han studerede statskundskab ved Det hebraiske universitet i Jerusalem. I 1999 blev han indvalgt i Knesset og blev allerede i 2001 udnævnt til infrastrukturminister, men gik af i 2002. Han var 2003-2004 transportminister. 
Politisk har Lieberman ofte mødt kritik for sine stærkt kontroversielle synspunkter. Bl.a. ønsker han at fordrive israelere af arabisk herkomst, ligesom han har udtalt, at israelsk-palæstinensiske parlamentsmedlemmer bør dømmes til døden, hvis de har forbindelser til Hamas.